# Holotrichia marginicollis
Holotrichia marginicollis är en skalbaggsart som beskrevs av Frey 1970. Holotrichia marginicollis ingår i släktet Holotrichia och familjen Melolonthidae. Inga underarter finns listade i Catalogue of Life.